# Myristica filipes
Espèce
Statut de conservation UICN

 DD  : Données insuffisantes
Myristica filipes est une espèce de plantes de la famille des Myristicaceae.

## Publication originale
- Blumea 40(2): 280. 1995.